# Ravensbrück
Ravensbrück [ʁa:vn̩sˈbʁʏk] ist ein Wohnplatz der Stadt Fürstenberg/Havel im Norden des Landes Brandenburg. Vor der Eingemeindung nach Fürstenberg am 15. Oktober 1950 war Ravensbrück eine selbstständige Gemeinde. In der Zeit des Nationalsozialismus befand sich in Ravensbrück das gleichnamige Konzentrationslager. 1959 wurde am ehemaligen Lagerort die Mahn- und Gedenkstätte Ravensbrück eröffnet.

## Geographie

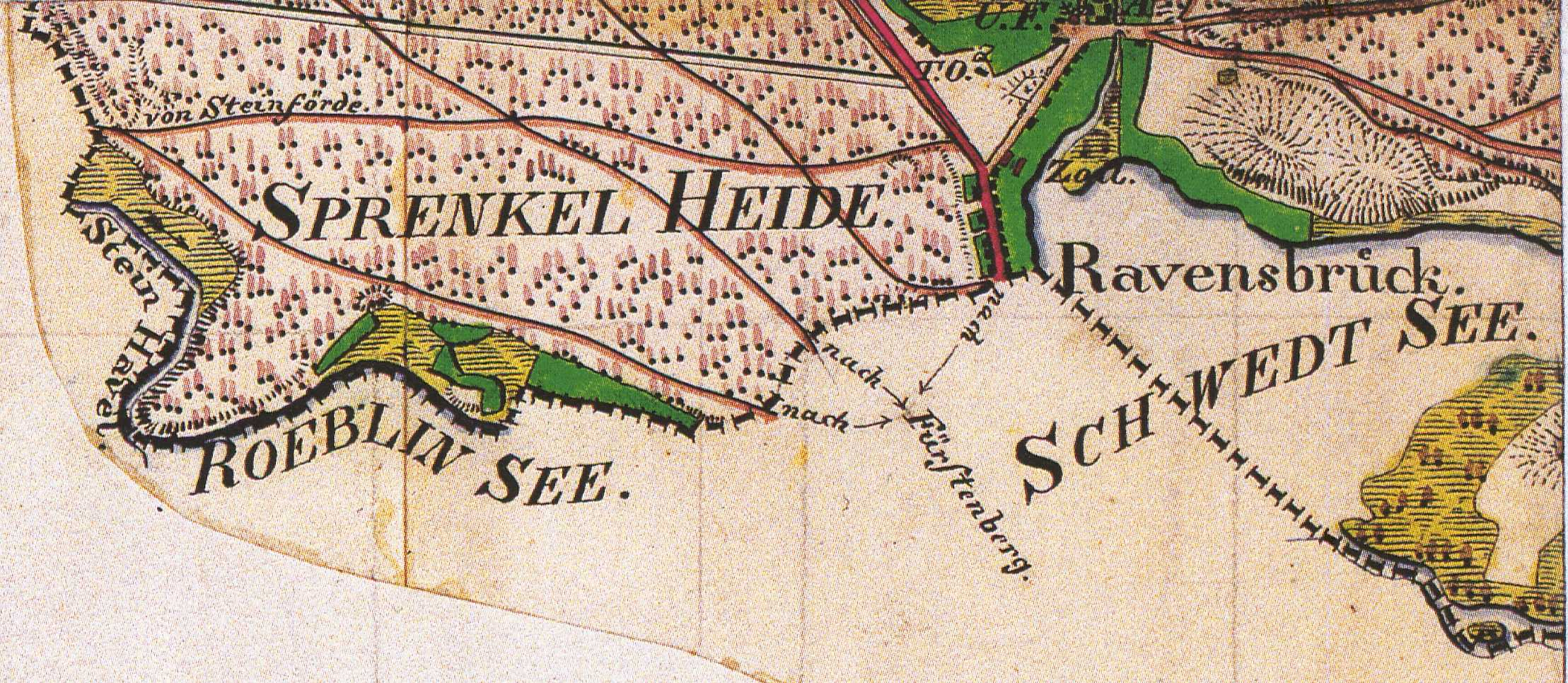
Ravensbrück auf einem Messtischblatt der Preußischen Uraufnahme von 1825

Ravensbrück ist Teil der historischen Landschaft Uckermark und gehört seit dem Frieden zu Wittstock im Jahr 1442 durchgehend zu den brandenburgischen Territorien. Naturräumlich liegt Ravensbrück im Neustrelitzer Kleinseenland der Mecklenburgischen Seenplatte.
Die zentrale Ortslage von Ravensbrück befindet sich am Nordwestufer des Schwedtsees bei der Einmündung des Hegensteinfließes. Sie erstreckt sich entlang des nördlichen Abschnitts der Straße Unter den Linden und des westlichen Abschnitts der Ravensbrücker Dorfstraße. Das Gebiet der ehemaligen Gemeinde Ravensbrück nimmt den nördlichen Teil des heutigen ortsteilfreien Kerngebiets der Stadt Fürstenberg ein. Es schließt die Fürstenberger Wohnplätze Forsthaus Altthymen und Neuthymen sowie den Großen Schwaberowsee, den Thymensee, einen Teil des von der Havel durchflossenen Schwedtsees und einige kleinere Seen mit ein. Die bis 1950 bestehende Grenze zwischen der Gemeinde Ravensbrück und dem ursprünglichen, bis 1950 mecklenburgischen Stadtgebiet Fürstenbergs verlief vom Röblinsee entlang der Forststraße zum Schwedtsee.
Das ehemalige Gemeindegebiet grenzt im Norden an die Gemeinde Godendorf in Mecklenburg-Vorpommern und an den Fürstenberger Ortsteil Altthymen, im Osten an die Gemeinde Wokuhl-Dabelow in Mecklenburg-Vorpommern und an den Fürstenberger Ortsteil Himmelpfort, im Süden an das ursprüngliche Stadtgebiet Fürstenbergs sowie im Westen an den Fürstenberger Ortsteil Steinförde und an die Gemeinde Priepert in Mecklenburg-Vorpommern.
Heute ist das Gebiet per Fahrrad u. a. über den Radweg Berlin–Kopenhagen zu erreichen.

## Geschichte

### Mittelalter und Frühe Neuzeit
Erstmals schriftlich erwähnt wurde der Ort 1273, als der Stadt Lychen das Zollrecht „bet up Raves brucke vor Furstenberge“ (deutsche Übersetzung des 16. Jahrhunderts) verliehen wurde. 1679 wurde der Name erstmals in der heutigen Form schriftlich erwähnt. Ravensbrück befindet sich auf der Feldmark des Dorfes Garlin, das 1299 zur Erstausstattung des Klosters Himmelpfort gehörte und im 14. Jahrhundert wüst fiel. 1358 verkaufte das Kloster die Feldmark an Fürstenberg und erhielt sie 1440 wieder zurück.
Vor 1727 ließ der Herr zu Badingen und Himmelpfort, der seit dem 16. Jahrhundert im Lehnsbesitz der säkularisierten Klostergüter war, auf der Feldmark die Meierei Ravensbrück anlegen. Es entstand ein Vorwerk mit Brauerei, Krug und Wohnhäusern. 1727 fiel das Vorwerk Ravensbrück mit der übrigen Herrschaft Badingen und Himmelpfort als erledigtes Lehen an den Kurfürsten von Brandenburg und gehörte fortan zum Amt Badingen. 1752/53 wurde darüber hinaus ein Straßendorf am Weg nach Fürstenberg für Kolonisten aus Mecklenburg angelegt. Zwischen 1769 und 1837 gab es einen Teerofen.

### Neuere Geschichte
Um 1800 hatte das Kolonistendorf die Stadtmauer von Fürstenberg erreicht und umfasste 40 Häuser; unter den Einwohnern gab es 20 Havelschiffer. 1815 wurde das Amt Badingen aufgelöst und Ravensbrück unterstand daraufhin bis zu dessen Auflösung 1872 dem Amt Zehdenick. Im Zuge der Preußischen Reformen kam Ravensbrück 1816/18 vom Uckermärkischen Kreis zum neugebildeten Kreis Templin der Provinz Brandenburg. An der Grenze zwischen dem preußischen Ravensbrück und der zum Großherzogtum Mecklenburg-Strelitz gehörenden Stadt Fürstenberg wurden ab 1826 zweimal jährlich Krammärkte abgehalten, auf denen brandenburgische Handwerker ihre Waren an die mecklenburgische Landbevölkerung absetzen. Diese Märkte wurden mindestens bis zum Wegfall der Zollgrenze 1867 veranstaltet. 1872 wurde eine Kalkbrennerei errichtet. Seit 1877 verlief die Berliner Nordbahn und seit 1899 die Bahnstrecke Britz–Fürstenberg durch das Gebiet von Ravensbrück, vorerst ohne einen eigenen Bahnhof für den Ort.
Spätestens im Jahr 1900 bildete das Kolonistendorf die Landgemeinde Ravensbrück mit einer Gemarkungsfläche von 85 ha. Daneben bestand der Gutsbezirk Ravensbrück mit einer Gemarkungsfläche von 238 ha. Außerdem gab es ein Forsthaus Ravensbrück im Gutsbezirk Neuthymen Forst. Landgemeinde und Gutsbezirke gehörten zum Amtsbezirk Neuthymen. Kirchlich gehörte Ravensbrück zur preußisch-unierten Kirche. Seit 1900 war das zuständige Gotteshaus die sieben Kilometer entfernte Kirche in Altthymen. Um zu verhindern, dass die Ravensbrücker stattdessen die näher gelegene mecklenburgisch-lutherische Kirche in Fürstenberg besuchten, wurde 1907/08 in Ravensbrück eine eigene Kirche errichtet. Der Kirchenbau wurde von Georg Büttner entworfen und bestand aus einem Schiff in Form eines unregelmäßigen Achtecks mit abgewalmtem Mansardendach, Turm und Chor. Seit 1912 war die Kirche Ravensbrück eine Tochterkirche von Rutenberg, seit 1916 von Himmelpfort. Zu einem späteren Zeitpunkt, jedoch nicht vor 1950, wurde die Kirche entwidmet und anschließend als Wohnhaus genutzt.

### Weimarer Republik und Nationalsozialismus

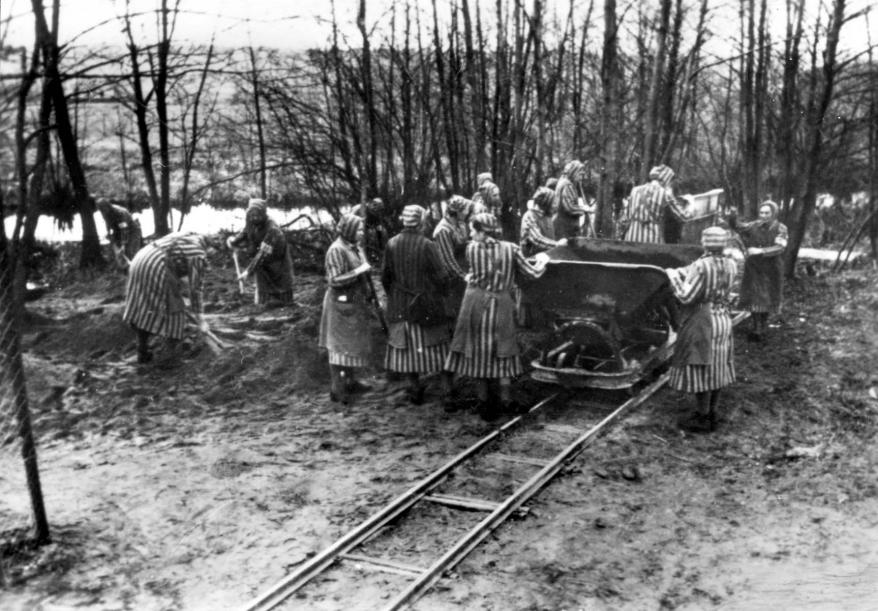
Zwangsarbeiterinnen im KZ Ravensbrück

Spätestens seit dem Ersten Weltkrieg war Ravensbrück mit Fürstenberg wirtschaftlich eng verbunden. Um 1924 bestand in Ravensbrück die Märkische Kraftfahrzeugfabrik Carl Knöllner. Der Gutsbezirk Ravensbrück wurde 1928 in die Gemeinde Ravensbrück eingegliedert. 1929 kamen Teile des Gutsbezirks Neuthymen Forst zu Ravensbrück. 1931 gehörten zur Gemeinde die Wohnplätze Oberförstereigehöft Neuthymen, Bahnmeistereigehöft Ravensbrück, Forsthaus Altthymen und Forsthaus Ravensbrück. Im selben Jahr hatte die Gemeinde eine Gemarkungsfläche von 289 ha. 1936 wurde ein Abzweig von der Bahnstrecke Britz–Fürstenberg zu einer Eisenbahnfähre über die Havel zwischen Ravensbrück (nördlicher Anleger) und Fürstenberg (südlicher Anleger) in Betrieb genommen. Die Reichsstraße 96 (heute Bundesstraße 96) führte spätestens seit 1937 durch Ravensbrück. Im Jahr 1942 erhielt Ravensbrück einen Bahnhof (Lage) an der Bahnstrecke Britz–Fürstenberg.
1938/39 errichtete die Schutzstaffel (SS) am Nordostufer des Schwedtsees das KZ Ravensbrück als größtes Konzentrationslager (KZ) für Frauen im sogenannten deutschen Altreich. In der Folge entstanden eine Wohnsiedlung für die SS-Wachmannschaft sowie Produktionsstätten, in denen Häftlinge Zwangsarbeit leisten mussten. 1941 kam ein Lager für Männer hinzu. 1942 entstand in unmittelbarer Nähe das KZ Uckermark als Jugendkonzentrationslager für Mädchen und junge Frauen sowie das Siemenslager Ravensbrück. Am 30. April 1945 nahm die Rote Armee Ravensbrück ein und befreite die verbliebenen Insassen der Konzentrationslager. Die Zahl der Todesopfer des KZ Ravensbrück wird auf 25.000 bis 40.000 Menschen geschätzt.

### Sowjetische Besatzungszone und DDR
Die Gruppe der Sowjetischen Besatzungstruppen in Deutschland nutzte ab 1945 das ehemalige Gelände der Konzentrationslager und der SS-Wohnsiedlung teilweise als Garnison. Im Zuge der Bodenreform in der Sowjetischen Besatzungszone wurde in Ravensbrück 1948 eine Fläche von 157 ha enteignet und aufgeteilt.
Nachdem Fürstenberg mit dem Fürstenberger Werder am 1. Juli 1950 vom Land Mecklenburg in den brandenburgischen Landkreis Templin umgegliedert worden war, wurde die Gemeinde Ravensbrück am 15. Oktober 1950 mit 1078 Einwohnern in die Stadt Fürstenberg eingemeindet.
Im Zuge der Eingemeindung kam es zu einer Auseinandersetzung über den künftigen Namen von Fürstenberg. Während der Verhandlungen über die Eingemeindung hatten Stadt und Gemeinde eine Umbenennung in Fürstenberg-Ravensbrück beschlossen. Dies wurde jedoch nicht umgesetzt. Das brandenburgische Innenministerium drängte in der Folge darauf, den Namen Ravensbrück als Mahnmal zu erhalten. Im Januar 1951 beschloss die Stadtverordnetenversammlung von Fürstenberg, die Stadt in Ravensbrück umzubenennen. Daraufhin wurde in der Stadt eine Unterschriftensammlung gegen die Umbenennung eingeleitet, der sich 3185 der 7660 Einwohner anschlossen. Im Dezember 1951 wurde auf eine Umbenennung schließlich verzichtet.
1959 wurde in einem Teilbereich des ehemaligen Konzentrationslagers die Mahn- und Gedenkstätte Ravensbrück eingerichtet. Bis mindestens 1971 bildete Ravensbrück einen offiziellen Ortsteil von Fürstenberg.
Um 1989/90 waren in Ravensbrück die 118. Brigade Materielle Sicherstellung (Nachschubbrigade) und das 60. Motorisierte Schützenregiment (Rotbanner) der sowjetischen Westgruppe der Truppen stationiert.

### Wiedervereinigtes Deutschland
1993/94 wurden die vormals sowjetischen, nunmehr russischen Truppen aus Ravensbrück abgezogen. Der Bahnhof Ravensbrück wurde 1996 geschlossen. In der ehemaligen SS-Wohnsiedlung wurde 2002 die Jugendherberge Ravensbrück als internationale Jugendbegegnungsstätte eröffnet.
Der Ortsteilstatus wurde inzwischen aufgehoben und Ravensbrück bildet einen Wohnplatz der Stadt Fürstenberg.

### Bevölkerungsentwicklung
Die folgende Tabelle zeigt die Bevölkerungsentwicklung der Gemeinde Ravensbrück zwischen 1875 und 1950 im Gebietsstand des jeweiligen Jahres:
| Jahr | Stichtag | Bevölkerung |
| ---- | -------- | ----------- |
| 1875 | 01.12.   | 466         |
| 1890 | 01.12.   | 509         |
| 1910 | 01.12.   | 622         |
| 1925 | 16.06.   | 771         |
| 1933 | 16.06.   | 764         |
| 1939 | 17.05.   | 783         |
| 1946 | 29.10.   | 937         |
| 1950 | 31.08.   | 1078        |

## Persönlichkeiten
Häftlinge und Personal des Konzentrationslagers Ravensbrück finden sich in der Kategorie Häftling im KZ Ravensbrück bzw. in der Kategorie Personal im KZ Ravensbrück.